# Kostomukša
Kostomukša (in russo Костомукша?, in careliano Koštamuš e in finlandese Kostamus) è una città della Russia nella Repubblica di Carelia, che ospita una popolazione di circa 29.000 abitanti. La città è situata sulle rive del lago Kontokki a circa 400 km a nord di Petrozavodsk e 35 km dal confine con la Finlandia. Fondata nel 1977 dopo l'apertura di alcuni importanti stabilimenti siderurgici, ha ottenuto lo status di città nel 1983.
La popolazione è di origine Finlandese per il 51% e svedese per oltre il 34% avendo così un'influenza Russa molto bassa